# القنب الهندي في جمهورية إفريقيا الوسطى
القنب الهندي في جمهورية أفريقيا الوسطى غير قانوني.

## تاريخ
خلال إدارة إمبراطورية أفريقيا الوسطى (1976-1979), كان إنتاج القنب أو حيازته أو بيعه غير قانوني.